# Türkiye Radyo Televizyon Kurumu

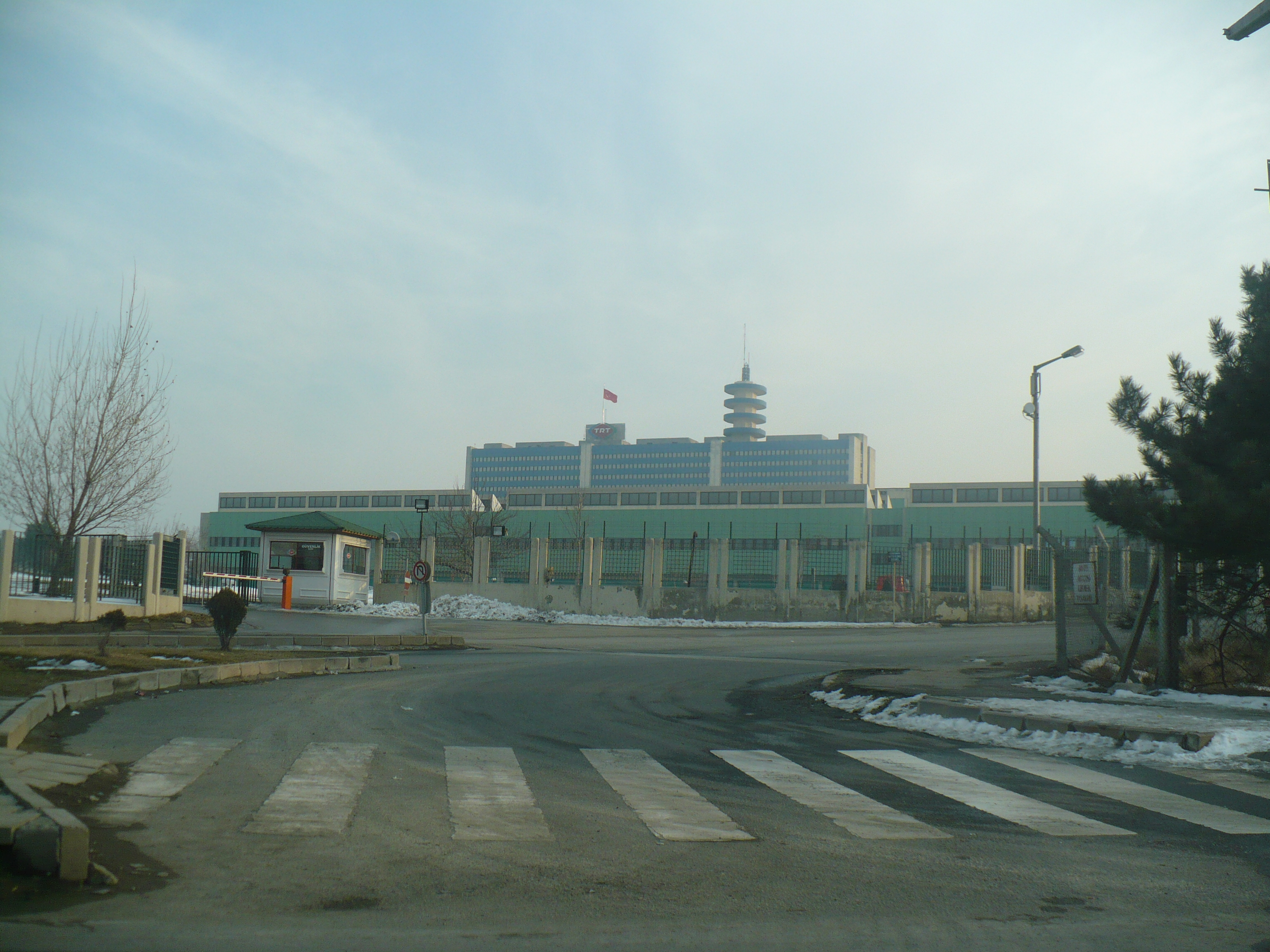
Siedziba TRT w Ankarze

Türkiye Radyo Televizyon Kurumu, w skrócie jako TRT – turecki nadawca publiczny. Radio założono 1 maja 1964 roku, a telewizję 31 stycznia 1968 roku. Około 70% finansowania TRT pochodzi z podatku pobieranego od rachunków za energię elektryczną oraz podatku licencyjnego od odbiorników telewizyjnych i radiowych. Około 20% pochodzi z dotacji rządowych, a pozostałe 10% pochodzi z reklam.
TRT było przez wiele lat jedynym dostawcą telewizji i radia w Turcji. Przed wprowadzeniem radia komercyjnego w 1990, a następnie komercyjnej telewizji w 1992, posiadało monopol na nadawanie. Niedawna deregulacja tureckiego rynku nadawców telewizyjnych doprowadziła do powstania analogowej telewizji kablowej.
Poprzednik TRT, Türkiye Radyoları, był jedną z 23 organizacji założycielskich Europejskiej Unii Nadawców w 1950; powrócił do EBU jako TRT w 1972 roku. Pierwotna firma rozpoczęła testowe audycje radiowe w 1926 roku, ze studiem zbudowanym w Stambule w 1927 roku i studiem w Ankarze w 1928 roku.

## Kanały telewizyjne

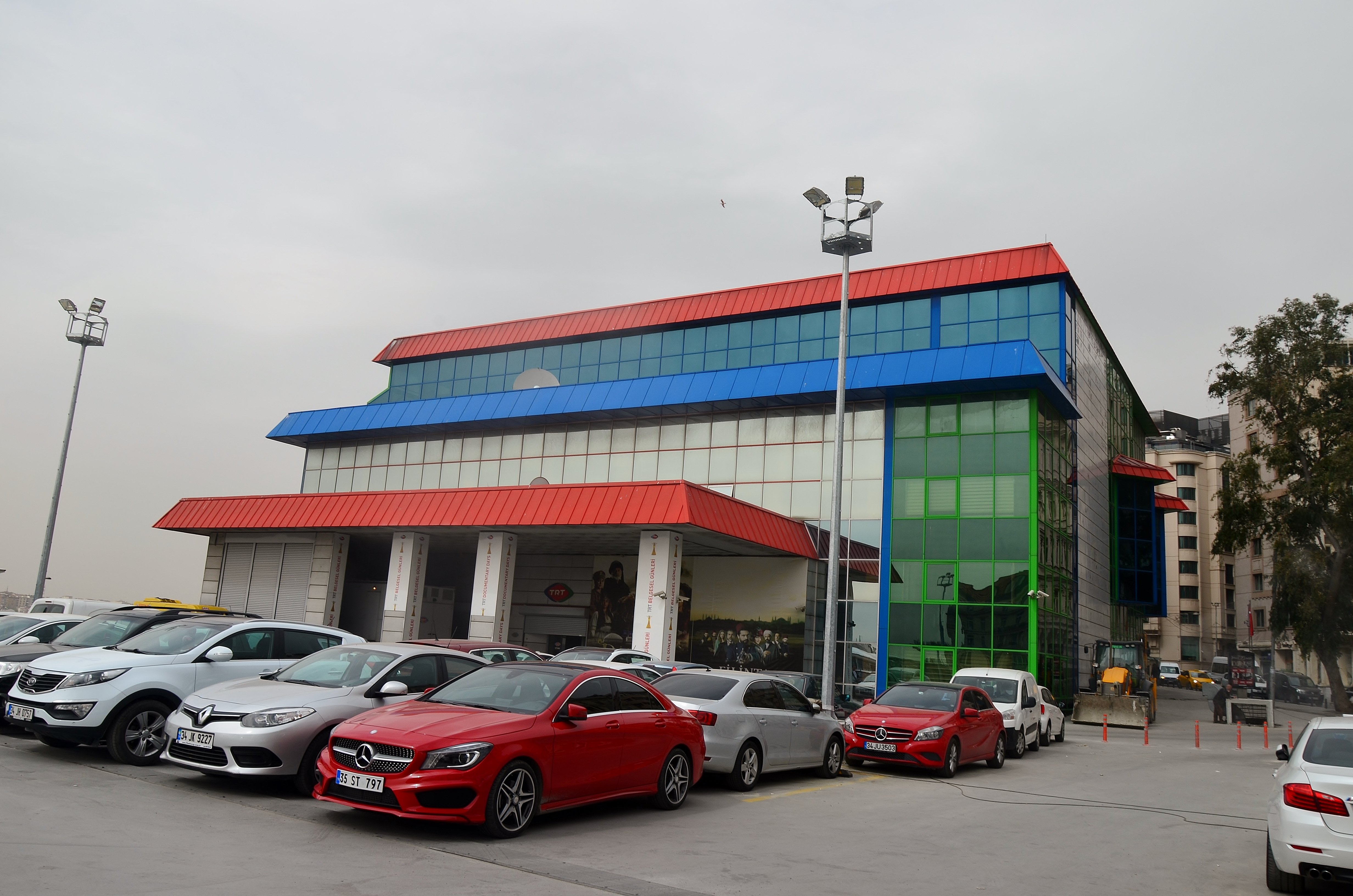
TRT Studios, Stambuł

Wszystkie kanały telewizyjne można oglądać za pośrednictwem satelity Turksat w Europie w Azji oraz naziemnej w Turcji i krajach sąsiednich.  Niektóre z nich można znaleźć również w systemach telewizji kablowej.

### Kanały krajowe
- TRT 1 (rozpoczęto nadawanie w styczniu 1968) – ogólnodostępny kanał rozrywkowy z szerokim harmonogramem obejmujący lokalne i zagraniczne seriale, tureckie i hollywoodzkie kino, programy na żywo z turecką muzyką ludową, turecką muzyką klasyczną i popową, sport na żywo, wiadomości oraz wydarzenia specjalne.
- TRT 2 (rozpoczęto nadawanie we wrześniu 1986, zakończono nadawanie w lipcu 2010, ponowne uruchomienie w lutym 2019) – kanał z szerokim harmonogramem obejmującym programy kulturalne i edukacyjne, intensywną promocję sztuki (tureckiej i międzynarodowej), kulturalne talk-show, filmy dokumentalne oraz filmy lokalne i zagraniczne.
- TRT 3/TRT Spor (rozpoczęto nadawanie w październiku 1989) – sport na żywo, w tym Formuła 1, Mistrzostwa Świata i Europy w łyżwiarstwie figurowym, Mistrzostwa Świata i Europy w lekkoatletyce, Turecka liga siatkówki kobiet, Koszykówka U18 oraz programy fabularne.  Podczas sesji parlamentu TRT 3 transmituje na żywo relację z Wielkiego Zgromadzenia Narodowego Turcji (TBMM-TV).
- TRT Çocuk (rozpoczęto nadawanie w listopadzie 2008) – programy dla dzieci, animowane i edukacyjne. Stacja nadaje 24 godziny na dobę.
- TRT Kurdî[3] (rozpoczęto nadawanie w styczniu 2009) – nadaje programy w języku kurdyjskim.
- TRT Arabi (rozpoczęto nadawanie w kwietniu 2010) – nadaje 24 godziny na dobę w języku arabskim z programami skierowanymi do Arabów w Turcji, a także całego świata arabskiego i Bliskiego Wschodu.
- TRT Müzik (rozpoczęto nadawanie w listopadzie 2009) – 24-godzinny kanał muzyczny z turecką muzyką ludową i klasyczną. Nadaje także muzykę pop, rock, jazz i etniczną.
- TRT 4K[4] (rozpoczęto nadawanie w lutym 2015) – kanał w rozdzielczości 4K.
- TRT Haber (rozpoczęto nadawanie w maju 2010) – wiadomości, aktualności i pogoda.
- TRT Spor 2 (rozpoczęto nadawanie we wrześniu 2019) – alternatywa dla TRT Spor.
- TRT EBA TV (rozpoczęto nadawanie w marcu 2020) – zdalny kanał edukacyjny w związku z pandemią COVID-19. Kanał jest podzielony na 3 grupy: İlkokul (szkoła podstawowa), Ortaokul (gimnazjum) i Lise (liceum).

### Kanały międzynarodowe
- TRT Türk (dawniej znany jako TRT INT) – wiadomości międzynarodowe, sprawy bieżące, filmy dokumentalne i programy kulturalne skierowane zarówno do Turków, jak i tureckojęzycznych odbiorców mieszkających za granicą. Jest to pierwszy kanał TRT, który w szerokim zakresie wykorzystuje prywatną firmę producencką do tworzenia programów informacyjnych.
- TRT Avaz (rozpoczęto nadawanie w marcu 2009) – kanał międzynarodowy skierowany do republik tureckich i Turków mieszkających na Bałkanach. Kanał koncentruje się na rozrywce i filmach dokumentalnych, w przeciwieństwie do nacisku TRT Türk na wiadomości. Programy są nadawane w różnych językach, w tym w tureckim, azerbejdżańskim, kazachskim, uzbeckim i turkmeńskim.
- TRT World – wiadomości międzynarodowe, sprawy bieżące, filmy dokumentalne i programy kulturalne w języku angielskim dla międzynarodowej publiczności.

## Stacje radiowe

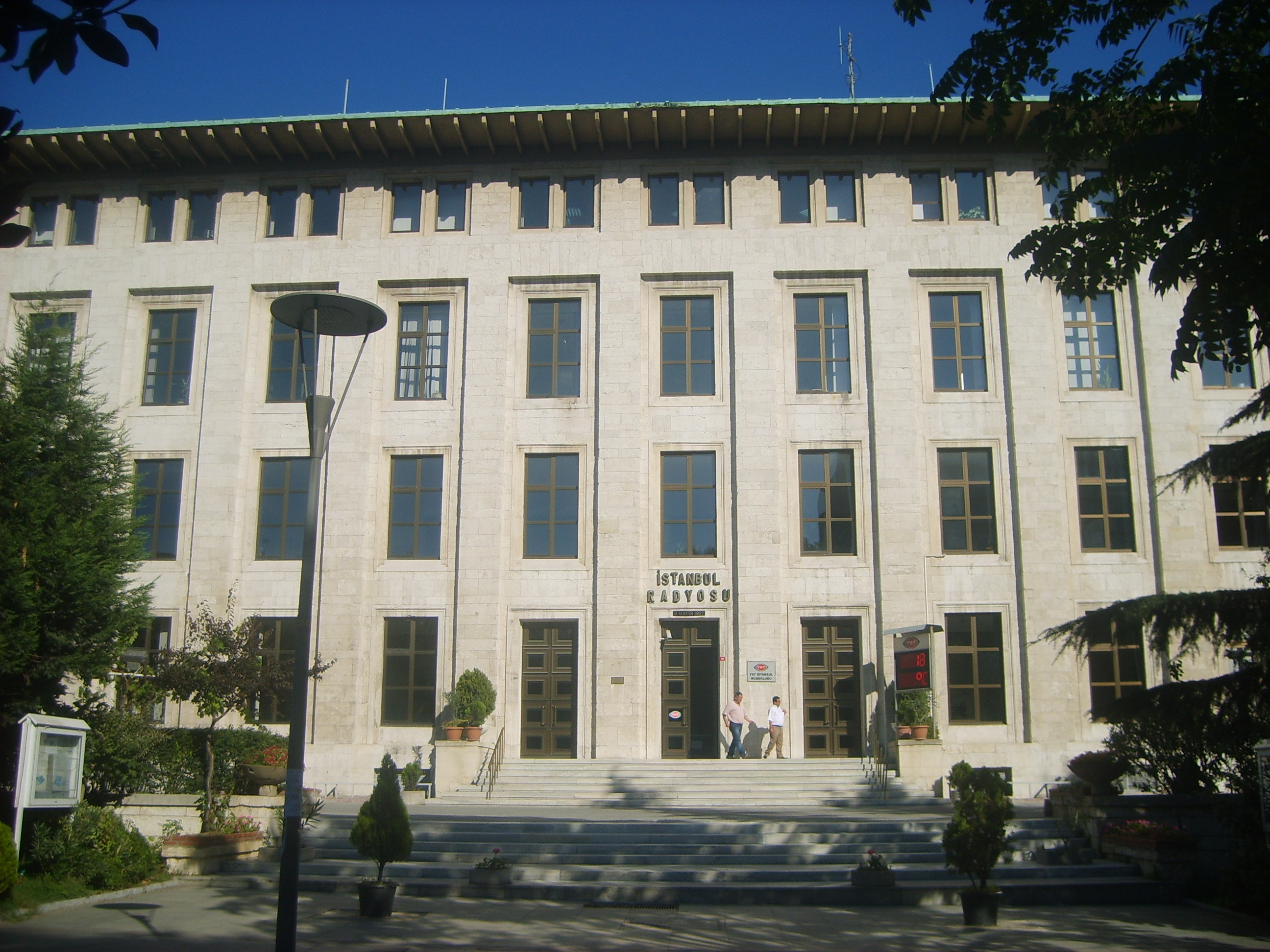
Siedziba TRT Radyo Istanbul, Stambuł

- Radyo 1 (rozpoczęto nadawanie w maju 1927) – programy słowne obejmujące kulturę, sztukę, dramat, wiadomości, naukę, społeczeństwo, edukację i historię.
- TRT FM (dawniej Radyo 2, rozpoczęto nadawanie w styczniu 1975) – mieszanka tureckiego popu, folku i muzyki klasycznej, zagranicznego popu, wiadomości i informacji podróżniczych.
- Radyo 3 (rozpoczęto nadawanie w styczniu 1975) – muzyka klasyczna, jazz, world music, zagraniczny pop i rock.
- Radyo 4 (rozpoczęto nadawanie w październiku 1987) – turecki rap, R&B i hip-hop.
- Radyo 6 (rozpoczęto nadawanie w 2009) – nadawanie w języku kurdyjskim dla Kurdów w Turcji.
- TRT Radyo Haber (rozpoczęto nadawanie we wrześniu 1993) – wiadomości.
- TRT Nağame – Turecka muzyka klasyczna.
- TRT Avrupa FM – stacja nadająca dla Turków w Europie.
- TRT Türkü – Turecka muzyka ludowa i türkü